# Lancia Fulvia
Lancia Fulvia är en personbil, tillverkad av den italienska biltillverkaren Lancia mellan 1963 och 1976.

## Bakgrund
Fulvian togs fram som ersättare till Lancias minsta modell, Appia. Den baserades till stora delar på den större syskonmodellen Flavia och ärvde framhjulsdrift och hjulupphängningar från denna. Framvagnen hade individuell upphängning, avfjädrad med en tvärliggande bladfjäder. Bak satt en stel axel, upphängd i längsgående bladfjädrar. Bromsarna var skivor runt om. Motorn var en gammal Lancia-favorit, i form av en smal V4, med knappa 13° mellan cylindrarna. Motorn var sedan monterad i 45° vinkel åt vänster i motorrummet.
Fulvian utvecklades till en framgångsrik rallybil och lade grunden för Lancias framgångar under sjuttio- och åttiotalet.

## Motor
Fulvian var, liksom företrädaren Appia försedd med en smal V4-motor. Cylindrarna var gjutna i samma block. Detta var försett med ett cylinderhuvud i aluminium, med dubbla överliggande kamaxlar. Den snäva vinkeln mellan cylindrarna gjorde att alla avgas- respektive insugsventiler kunde styras av samma kamaxel.
Den första generationens motor, med 1100 och 1200 cc cylindervolym från 1963 hade 12,9° vinkel mellan cylindrarna. Nästa version på 1200 och 1300 cc från 1967 hade vinkeln 12,8°. Den slutliga 1600 cc-motorn hade en vinkel på 11,3°.
| Modell                        | Årsmodell | Motor              | Cylindervolym | Effekt | Bränslesystem    |
| ----------------------------- | --------- | ------------------ | ------------- | ------ | ---------------- |
| Berlina                       | 1963-64   | 4-cyl V-motor DOHC | 1091 cm³      | 59 hk  | Enkel förgasare  |
| Berlina 2C                    | 1964-69   | 4-cyl V-motor DOHC | 1091 cm³      | 71 hk  | Dubbla förgasare |
| Berlina GT, Coupé, Sport 1.2  | 1965-69   | 4-cyl V-motor DOHC | 1216 cm³      | 80 hk  | Dubbla förgasare |
| Coupé 1.2 HF                  | 1966-67   | 4-cyl V-motor DOHC | 1216 cm³      | 88 hk  | Dubbla förgasare |
| Coupé 1.2                     | 1967-69   | 4-cyl V-motor DOHC | 1231 cm³      | 80 hk  | Dubbla förgasare |
| Berlina GTE, Coupé, Sport 1.3 | 1967-72   | 4-cyl V-motor DOHC | 1298 cm³      | 87 hk  | Dubbla förgasare |
| Coupé, Sport 1.3S             | 1968-76   | 4-cyl V-motor DOHC | 1298 cm³      | 93 hk  | Dubbla förgasare |
| Coupé 1.3 HF                  | 1968-69   | 4-cyl V-motor DOHC | 1298 cm³      | 101 hk | Dubbla förgasare |
| Coupé, Sport 1.6 HF           | 1969-72   | 4-cyl V-motor DOHC | 1584 cm³      | 115 hk | Dubbla förgasare |
| Coupé 1.6 HF Lusso            | 1970-73   | 4-cyl V-motor DOHC | 1584 cm³      | 114 hk | Dubbla förgasare |

## Berlina
Sedan-versionen Berlina presenterades på Genèvesalongen 1963. Liksom Flavian hade den en rätlinjig ”tvålkopps”-design, som var så populär i början av 1960-talet. Hösten 1964 ersattes bilen av modellen 2C, med en starkare tvåförgasarmotor. 1967 tillkom GT-modellen med den större 1200 cc-motorn från coupén och 1968 GTE med än större 1300cc-motor. 
1969 ersattes alla modeller av serie II med uppfräschad kaross och inredning. Mekaniken hämtades från GTE:n, men hjulbasen var två cm längre. Sena bilar fick femväxlad växellåda, innan Berlinan lades ned 1972.
Produktionen uppgick till 80 500 Berlinor.

## Coupé
Coupé-versionen presenterades på Genève-salongen 1965 och byggde på ett kortat Berlina-chassi. Coupén hade även en större 1200 cc-motor. Tidigt 1966 tillkom den starkare HF (High Fidelity)-modellen, som även hade lättad kaross med dörrar, motorhuv och bagagelucka i aluminium. 1967 fick coupé-modellerna en ny, större motor. 1968 introducerades modellen Rallye 1.6HF och med fick Lancia en konkurrenskraftig tävlingsbil inom rallysporten.
1970 introducerades den ansiktslyftna serie II. Viktigaste nyheten var en femväxlad växellåda.
Från 1973 återstod bara coupé-versionen av Fulvia-programmet. Den tillverkades som Coupé 3 med 1300 cc-motor fram till 1976.
Produktionen uppgick till 69 250 Coupéer.

## Sport
Zagato byggde en egen kaross på coupé-chassit från 1965. Mekaniskt följde den utvecklingen av coupén. Tidiga bilar hade kaross av aluminium, men från 1967 infördes allt fler stryktåliga stålpaneler. Tillverkningen avslutades samtidigt med Berlinan 1972. 
Produktionen uppgick till 7 102 Sport.

## Motorsport

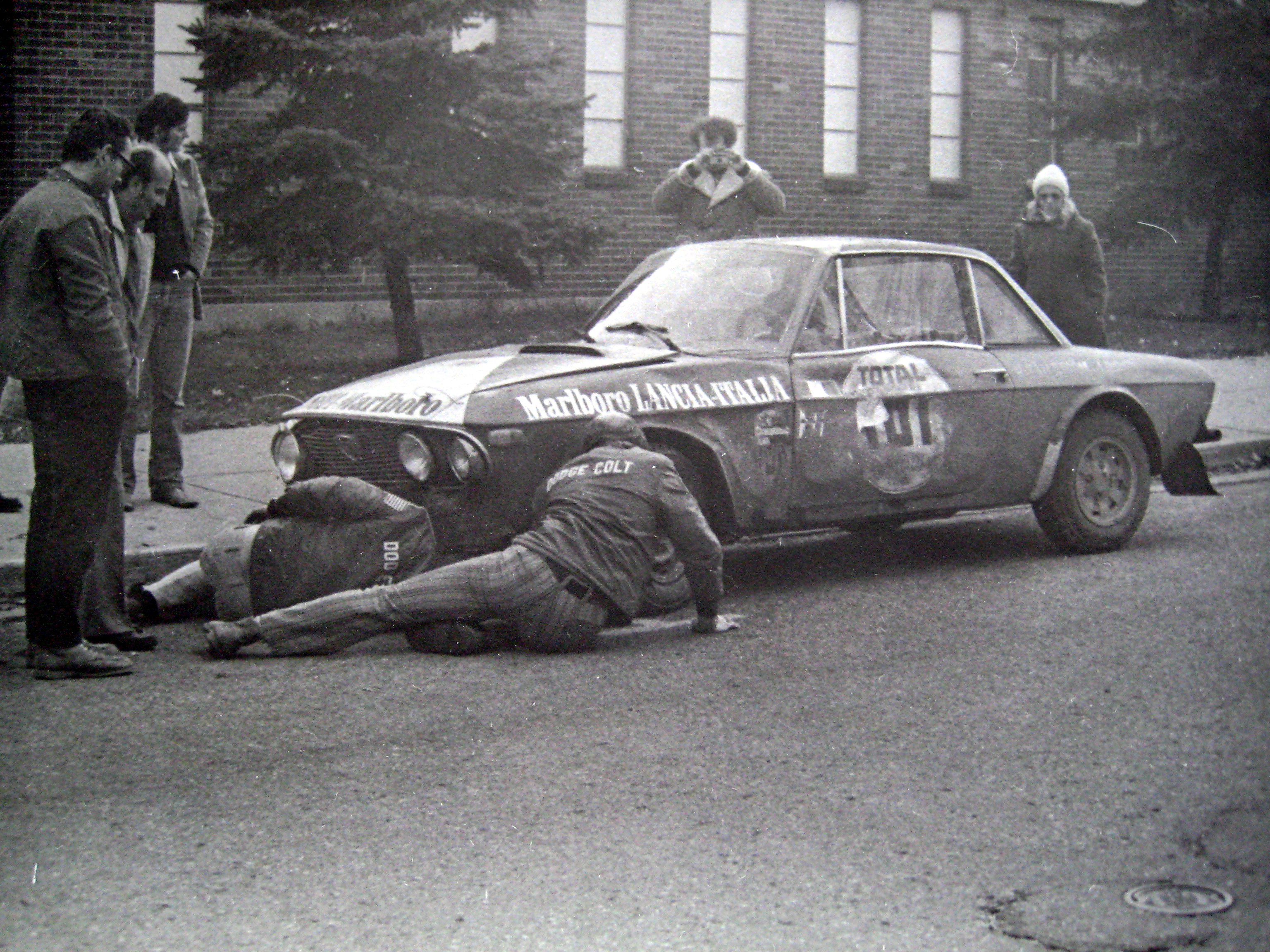
Harry Källströms Lancia Fulvia 1.6 Coupé HF under 1972 års Press-on-Regardless-rally.

Lancia tävlade med alla versioner av Fulvian, men det är coupén som blivit mest förknippad med motorsport genom sina framgångar i rally. Största framgången är segern i Monte Carlo-rallyt 1972 och den sammanlagda vinsten i det inofficiella världsmästerskapet samma år. Fulvian ersattes som tävlingsbil av Stratos 1974, men eftersom denna inte kom in i serien förrän sent på säsongen stod Fulvian för de flesta poängen när Lancia återigen vann rally-VM detta år.

## Fulvia IV
På Frankfurt-salongen 2003 presenterade Lancia en modern version av Fulvian, i form av konceptbilen Fulvia IV. Bilen byggde på tekniken från Fiat Barchetta och hade ritats av Centro Stile Lancia, under ledning av Flavio Manzon. Många märkesentusiaster hoppas på att Fiat ska få ordning på sina finanser, så att de kan sätta bilen i produktion.

## Bilder

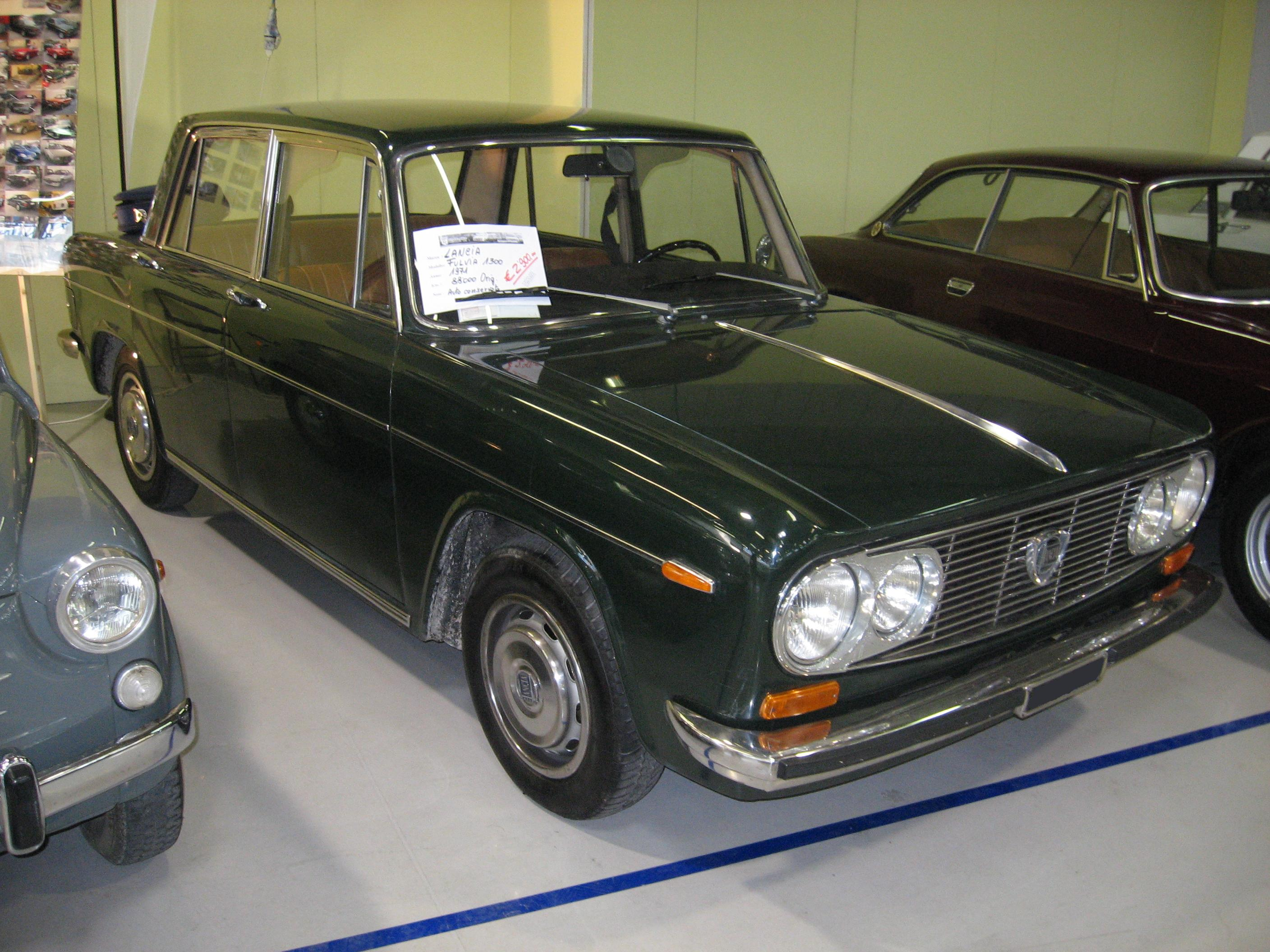
Berlina
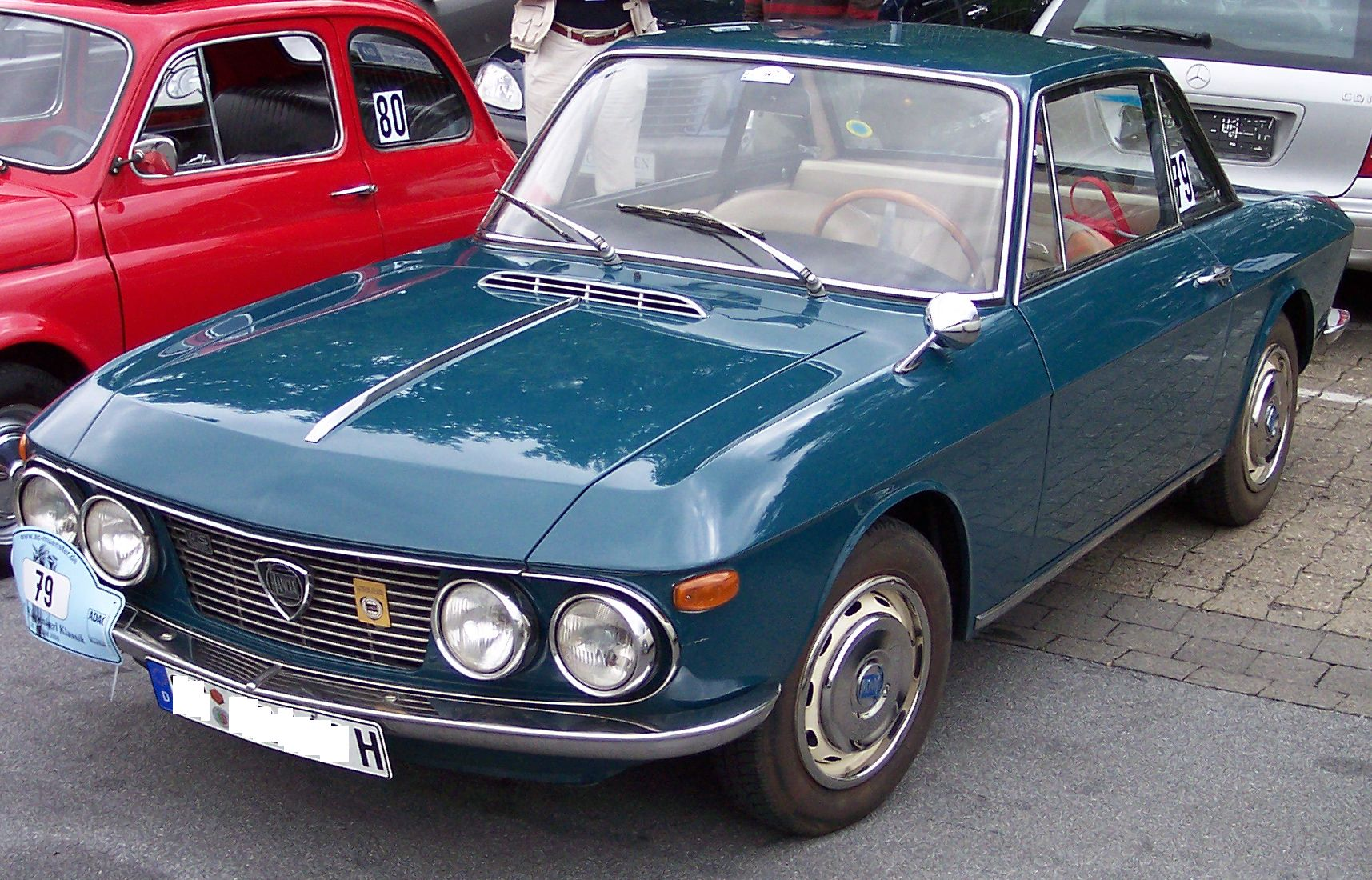
Coupé
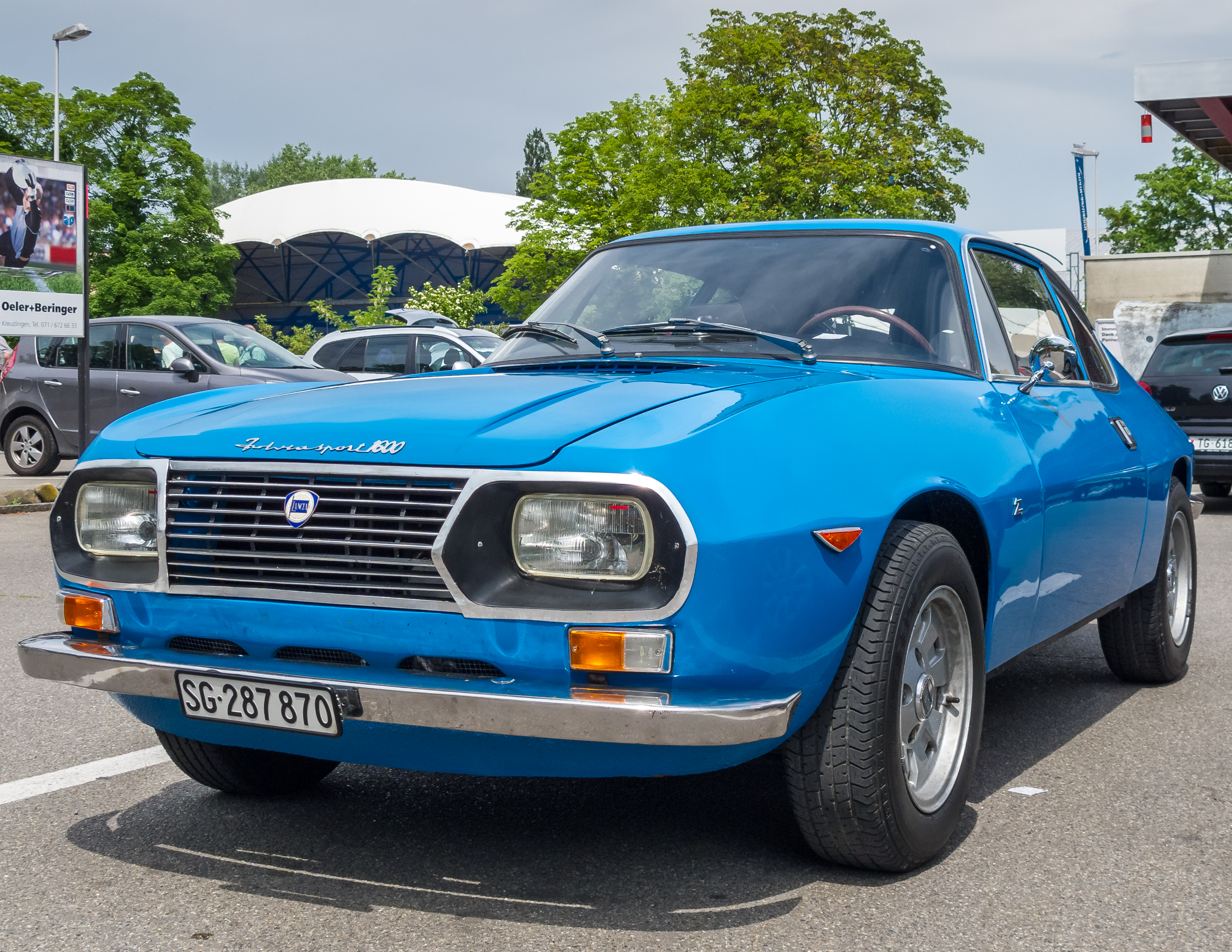
Sport 1600 Zagato
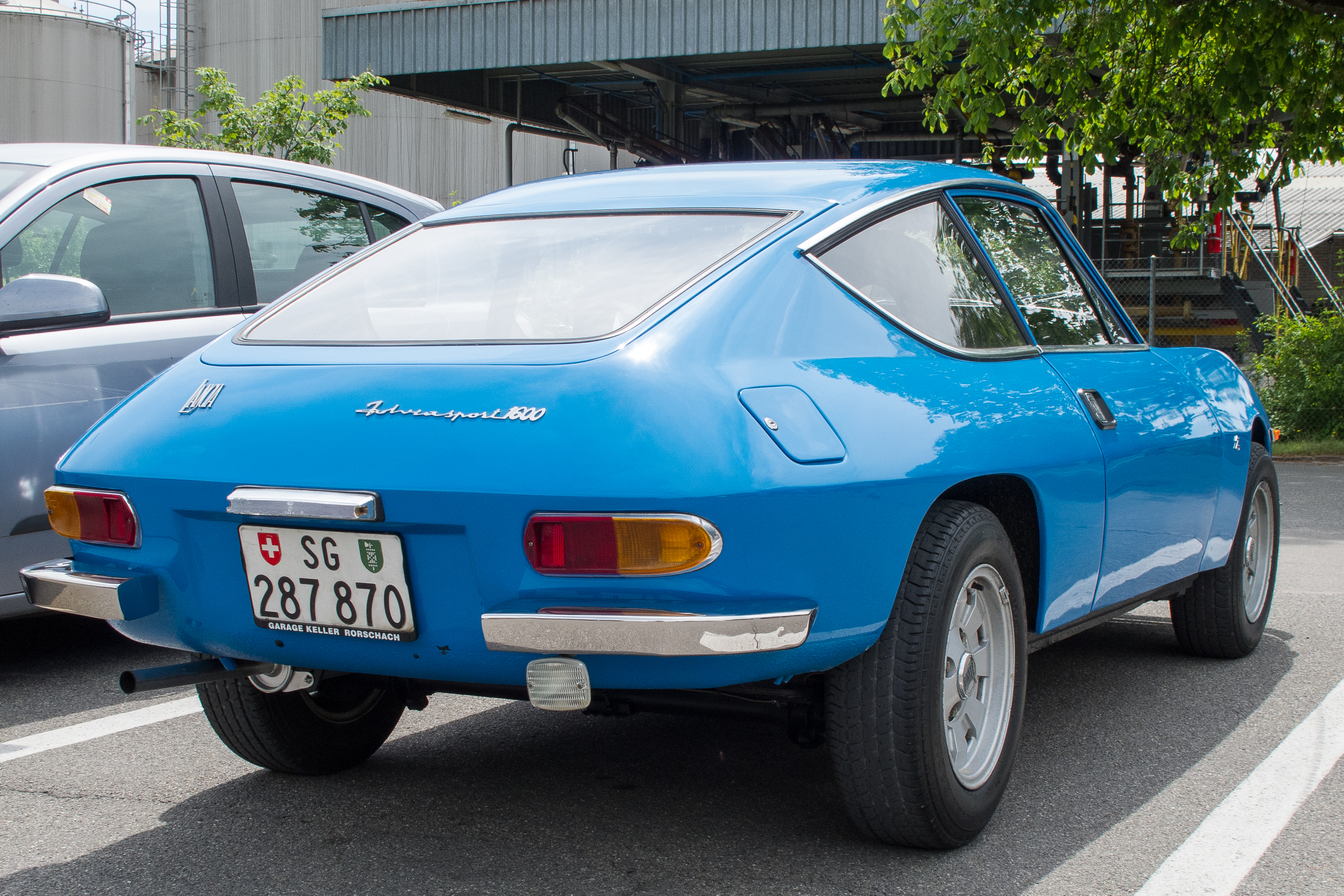
Sport 1600 Zagato
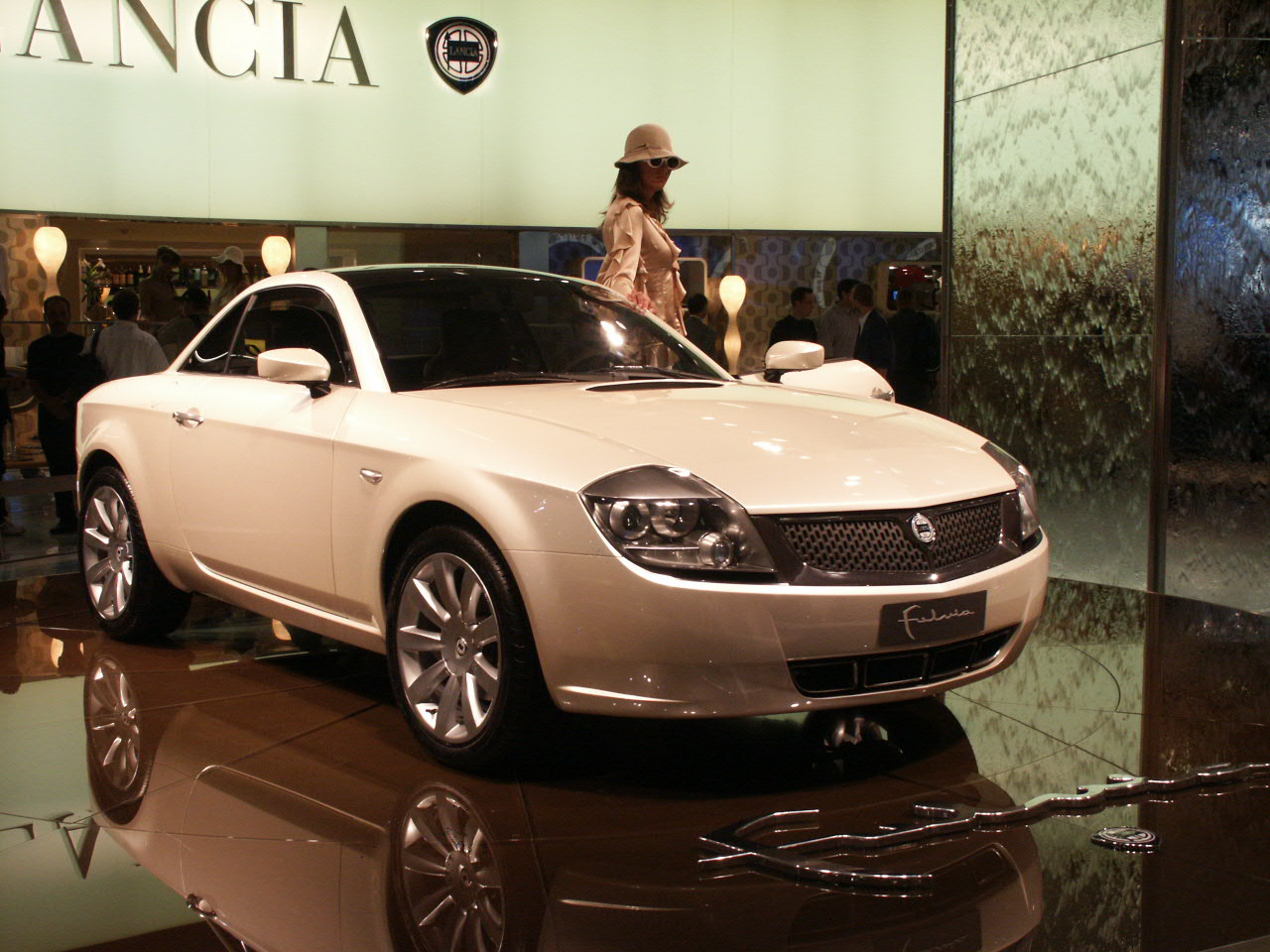
Fulvia IV 2003